# Principe de la division par moitié
 (octobre 2010).
Si vous disposez d'ouvrages ou d'articles de référence ou si vous connaissez des sites web de qualité traitant du thème abordé ici, merci de compléter l'article en donnant les références utiles à sa vérifiabilité et en les liant à la section « Notes et références ».
Souvent considéré comme le bouclier fiscal allemand, le principe de la division par moitié (en allemand, Halbteilungsgrundsatz), a été un principe de droit fiscal dégagé par la Cour constitutionnelle allemande en 1995. 
Celle-ci s'est basée sur l'article 14 de la Constitution allemande (ou Loi fondamentale de la République fédérale d'Allemagne
)
- 1 : [La] Propriété oblige
- 2 : Son usage doit contribuer en même temps au bien de la collectivité

pour affirmer que toute personne physique ne peut être amené à payer plus de 50 % de son revenu disponible en impôt.
Novateur, mais très fortement critiqué, le principe de la division par moitié n'a jamais été appliqué (l'administration fiscale allemande n'ayant jamais accepté ce principe). La Cour constitutionnelle s'est basé sur l'article 14 de la Constitution allemande pour dégager ce principe. 

## Affirmation du principe
Dans l'ordre juridique allemand, chaque loi, chaque acte administratif, est susceptible de faire l'objet d'un contrôle de constitutionnalité par la Cour constitutionnelle fédérale établie à Karlsruhe (en allemand Bundesverfassungsgericht). 
Cette juridiction contrôle la compatibilité d'une loi ou d'un acte avec les principes contenus dans la Constitution allemande : elle effectue un contrôle de constitutionnalité.
La Cour constitutionnelle a été saisi dans les années 1990 d'un recours constitutionnel de contribuables, ceux-ci affirmant que l'impôt sur la fortune, tel qu'il existait, était incompatible avec la Loi fondamentale.
Le 22 juin 1995, la Cour constitutionnelle fédérale a rendu une décision dans laquelle la Cour affirmait que:
- L'impôt sur la fortune allemand, en ce qu'il accordait un traitement préférentiel aux détenteurs de biens immobiliers, était incompatible avec l'article 3 de la Constitution allemande, où est contenu le principe d'égalité des citoyens devant la loi.
- Le gouvernement allemand avait jusqu'au 31 décembre 1997 pour modifier l'assiette de l'impôt sur la fortune et supprimer le traitement préférentiel des détenteurs des biens immobiliers.
- La Cour affirme qu'« Abstraction faite de la protection du noyau patrimonial, le revenu patrimonial participe à la protection des actifs patrimoniaux, base de la liberté individuelle. Selon l’article 14 II de la Loi fondamentale, l’utilisation du patrimoine sert en même temps l’usage privé et le bien de la communauté. C’est pourquoi les revenus du patrimoine sont susceptibles d’être appréhendés par l’impôt, mais il doit subsister un revenu pour l’usage privé. » et se base sur cette interprétation pour poser le principe que la moitié du revenu doit rester dans « des mains privées »

## Un revirement de jurisprudence: la décision de la Cour constitutionnelle du 18 janvier 2006
L'administration fiscale allemande avait affirmé qu'elle avait donné comme instructions à ses inspecteurs de ne pas tenir compte de la partie de la décision affirmant l'existence du principe de division par moitié. 
C'est dans ces conditions que des contribuables se sont pourvues devant les juridictions fiscales allemandes. Par un arrêt de 1999, la Cour fédérale des finances a considéré qu'une imposition globale à un taux de 60 % n'était pas incompatible avec le respect du droit de propriété et que l'article 14 de la Loi fondamentale ne contenait en tout état de cause aucune limite d'imposition à hauteur de 50 % des revenus.
Interrogée sur l'existence d'un taux maximal d'imposition, la Cour constitutionnelle s'est de nouveau prononcée en 2006. Faisant une interprétation stricte de la Loi fondamentale allemande, la Cour a affirmé qu'« Il ne peut être déduit des articles 14 I et II de la Loi fondamentale une limite absolue d’imposition à hauteur de la moitié des revenus. La lettre de l’article 14 II 2e phrase ( « en même temps ») ne suffit pas à justifier une limite absolue à hauteur de la moitié des revenus. Le texte de l’article 14, paragraphe 2, phrase 2, ne suffit pas à justifier, d’une part d’après son sens et sa finalité, d’autre part d’après son histoire, l’existence d’une limite au droit d’imposer à hauteur de la moitié des revenus. »
Dès lors, il était acquis que le principe de la division par moitié n'existait bel et bien plus en République fédérale allemande.

## Comparaison avec le « bouclier fiscal » français
Ce principe, peu connu en France, a été rendu public en France par Nicolas Sarkozy, celui-ci ayant affirmé le 24 mars 2009, dans le but de soutenir la légitimité du bouclier fiscal : « C’est un principe qui en Allemagne est inscrit dans la Constitution. Nos amis Allemands principaux concurrents, principaux partenaires, notre grand voisin : le principe que l’État n’a pas le droit de prélever plus de 50 % de l’argent gagné par un contribuable allemand, les allemands y sont tellement attachés qu’ils l’ont inscrit dans la constitution. Il ne viendrait à l’idée naturellement d’aucun membre de la CDU de revenir sur cet engagement, mais - plus intéressant - d’aucun socialiste allemand non plus. J’aimerais que ce que les socialistes allemands ont compris il y a 25 ans… ». C'est à la suite de cette affirmation que le journal Le Monde a publié un article affirmant que ce principe avait été abandonné 3 ans.